# Oligotrophus loewianus
Oligotrophus loewianus är en tvåvingeart som beskrevs av Jean-Jacques Kieffer 1909. Oligotrophus loewianus ingår i släktet Oligotrophus och familjen gallmyggor. Inga underarter finns listade i Catalogue of Life.